# Тамра
Тамра (івр. טמרה) — місто в Північному окрузі Ізраїлю. Увійшло в склад Ізраїлю в 1948 році після Арабо-ізраїльської війни.
Отримало статус міста в 1996 році.